# Žíp
Žíp – wieś (obec) na Słowacji położona w kraju bańskobystrzyckim, w powiecie Rymawska Sobota. Pierwsze wzmianki o miejscowości pochodzą z roku 1295.
Według danych z dnia 31 grudnia 2012, wieś zamieszkiwało 229 osób, w tym 115 kobiet i 114 mężczyzn.
W 2001 roku rozkład populacji względem narodowości i przynależności etnicznej wyglądał następująco:
- Słowacy – 12,99%
- Romowie – 0,87%
- Węgrzy – 85,28%

Ze względu na wyznawaną religię struktura mieszkańców kształtowała się w 2001 roku następująco:
- Katolicy rzymscy – 36,36%
- Ewangelicy – 2,16%
- Ateiści – 2,16%
- Nie podano – 2,16%